# Banksia aemula
Vous lisez un « article de qualité » labellisé en 2013.
Espèce
Classification phylogénétique
Synonymes
- Banksia elatior R. Br., 1810
- Banksia serratifolia Salisb., 1796 (nom invalide)

Banksia aemula est une espèce de plantes à fleurs de la famille des Proteaceae. C'est un arbuste ou un petit arbre à lignotuber. On le rencontre de Bundaberg à Sydney sur la côte est australienne. Certains sujets peuvent atteindre 8 m de haut dans les landes littorales sur des sols sablonneux profonds, formant des peuplements appelés wallums. Il a une écorce orange froissée, des feuilles dentées vert brillant et des inflorescences vert jaune qui apparaissent à l'automne. L'inflorescence devient ensuite grise et des follicules gris foncé font alors leur apparition. Banksia aemula a la capacité de redémarrer sa croissance à partir de son lignotuber après un feu de broussaille.
Décrite pour la première fois par Robert Brown au début du XIXe siècle, cette espèce tient son épithète spécifique signifiant « similaire » de sa ressemblance avec Banksia serrata. Aucune variété n'est reconnue. Elle est longtemps restée connue sous le nom de Banksia serratifolia en Nouvelle-Galles du Sud, alors que l'utilisation du nom binomial B. aemula est bien implantée partout ailleurs. Toutefois, le premier nom cité, que l'on doit à Richard Anthony Salisbury, a été déclaré invalide et Banksia aemula est le nom scientifique admis depuis 1981. Une grande diversité de mammifères, oiseaux et invertébrés visitent les inflorescences de ce Banksia et permettent sa pollinisation (zoogamie). Les méliphages l'apprécient particulièrement. Cultivé comme plante ornementale, il est moins commun dans les pépinières que l'espèce voisine B. serrata.

## Description

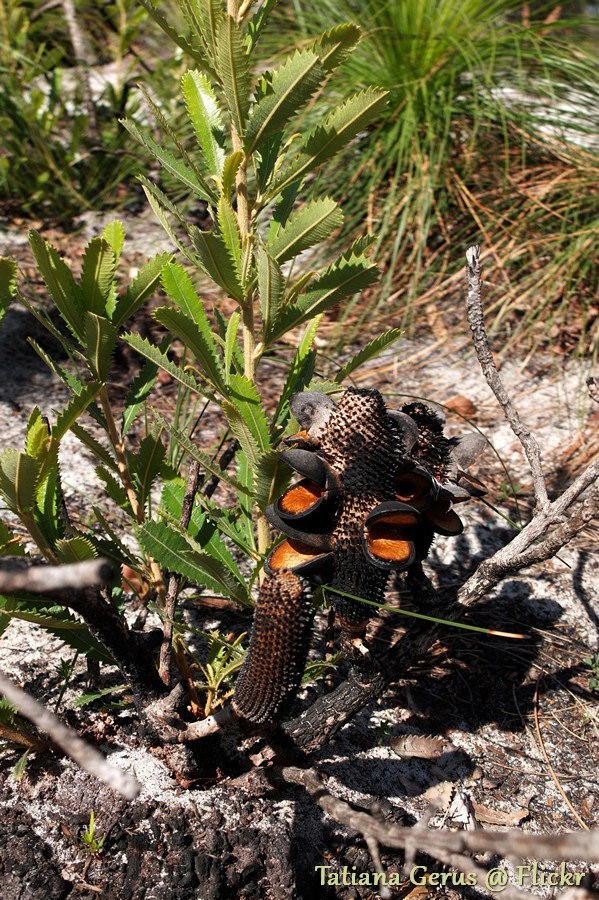
Pied régénérant à partir du lignotuber et présentant un fruit dont les follicules sont ouverts.

Banksia aemula se présente sous la forme d'un arbuste ou d'un petit arbre atteignant au maximum 8 m de haut. Le tronc est recouvert d'une écorce épaisse de couleur brun-orangé ; les nouvelles pousses sont chevelues mais deviennent rapidement lisses. Les nouvelles branches croissent au printemps et en été. Les feuilles vert brillant sont obovales à oblongues et mesurent de 3 à 22 cm de long pour 1 à 2 cm de large. Leur extrémité est tronquée et les bords sont dentés. La floraison a lieu l'automne (de l'hémisphère sud), de mars à juin. Les inflorescences de couleur jaune verdâtre se développent en position terminale sur les branches, et émergent du feuillage. Elles mesurent de 4 à 20 cm de haut pour 8 à 9 cm de large. Elles sont composées de 800 à 1 700 petites fleurs fixées à un axe central ou rachis. Munies de deux anthères blanches coniques, les fleurs s'ouvrent les unes après les autres de bas en haut au sein de l'inflorescence et il faut une à deux semaines pour que ce phénomène, appelé anthèse, soit complet. Chaque fleur produit du nectar durant les sept jours qui suivent sa floraison. L'inflorescence devient grise au fil du temps et du flétrissement des fleurs qui la composent. Jusqu'à 25 follicules se forment alors. Ils mesurent de 3 à 4,5 cm de long pour 0,8 à 1,4 cm de haut et de 2 à 3,5 cm de large. Ils s'ouvrent spontanément ou à l'occasion d'un feu de broussaille (sérotinie) et relâchent des graines ovales de 4 à 4,7 cm de long, composées d'un corps de 1 à 1,5 cm de long et de 1,1 à 1,6 cm de large, et d'une aile incurvée de 2 à 3,2 cm. Banksia aemula est capable de repousser à partir de son lignotuber après avoir été brûlé.
Banksia aemula ressemble fortement à Banksia serrata, mais ce dernier se distingue par son tronc grisâtre – et non brun-orangé – et ses grandes feuilles de plus de 2 cm de diamètre. Les inflorescences de B. serrata sont généralement d'un jaune gris plus sombre et ont des anthères plus longues (de 2 à 3 mm) et plus fusiformes, dépassant des fleurs non encore ouvertes,. Le présentoir à pollen de B. serrata est plus long. Les follicules sont, quant à eux, un peu plus petits chez B. serrata.

## Écologie

### Système racinaire
La plupart des Proteaceae et toutes les espèces du genre Banksia, dont B. scabrella, ont une racine protéoïde, avec un chevelu dense et de petites radicelles latérales qui forment un amas juste en dessous de la litière de feuilles. Ces racines sont particulièrement efficaces pour pomper les nutriments dans des sols pauvres, comme les sols naturellement déficients en phosphore d'Australie. Une étude sur six espèces composant les wallums, dont B. aemula, a révélé que ces plantes sont très bien adaptées à des niveaux très faibles de phosphate dans le sol et sont très sensibles à la moindre élévation du taux de cet élément, qui peut se révéler toxique pour elles. Il semble également que ces plantes soient efficaces pour capter le potassium et également sensibles à un excès de calcium. Une étude menée sur l'île Stradbroke-Nord a montré une croissance accélérée des racines en automne austral (vers le mois d'avril), même si la croissance globale des racines est plus régulière que chez les autres espèces étudiées, peut-être parce que ses profondes racines ont un accès plus régulier aux réserves en eau du sol.

### Reproduction
Une étude de 1998 dans le parc national Bundjalung, au nord de la Nouvelle-Galles du Sud, a révélé que les inflorescences de B. aemula attiraient une grande diversité de petits mammifères, dont des marsupiaux comme le mardo (Antechinus flavipes) et des rongeurs, comme Rattus tunneyi, R. lutreolus, Melomys burtoni et même la Souris grise (Mus musculus). Ces animaux, qui viennent se nourrir du nectar des fleurs, participent à la pollinisation, tout comme les oiseaux nectarivores. Le Renard volant à tête grise (Pteropus poliocephalus), une chauve-souris à la fois frugivore et nectarivore, visite également les inflorescences de B. aemula et sa tête entre en contact avec les stigmates des fleurs quand il se nourrit. Les espèces d'oiseaux qui se nourrissent des inflorescences de ce Banksia comprennent le Loriquet à tête bleue, le Myzomèle écarlate et le Méliphage de Lewin. Plusieurs autres amateurs de nectar ont été répertoriés dans le The Banksia Atlas comme visitant les inflorescences de B. aemula, dont le Méliphage de Nouvelle-Hollande, le Méliphage brunâtre, le Méliphage fardé, le Méliphage à calotte fauve, ainsi que le Méliphage bruyant, le Méliphage à gouttelettes et le Polochion criard. Les travaux menés dans le parc national Bundjalung ont montré que le Méliphage brunâtre transportait plus de pollen de B. aemula que les autres espèces telles que le Méliphage fardé, le Méliphage à joues d'or et le Zostérops à dos gris. Des insectes comme les fourmis et les abeilles sont également courants sur les fleurs.
La croissance de Banksia aemula reprend à partir de son lignotuber ou de ses bourgeons épicormiques après un feu de broussaille. Banksia aemula est bien adapté à des intervalles entre les incendies de sept à vingt ans dans le sud-est du Queensland. Dans les Eastern Suburbs Banksia Scrub, un écosystème côtier que l'on rencontre à l'est de Sydney et jusqu'à Botany Bay au sud, des intervalles de 10 à 15 ans entre les incendies sont idéaux car, s'ils sont plus longs, ils favorisent Leptospermum laevigatum qui prend le dessus sur les autres plantes. Des expérimentations menées sur la germination des graines et la croissance des plantules de B. aemula ont montré que le phosphore était toxique pour les jeunes plantes, inhibant leur croissance s'il était en concentration deux fois plus importantes que la normale et était létal à une concentration quatre fois plus importante que la normale. Le potassium et le magnésium ont un effet bénéfique pour la croissance, bien que le potassium en très fortes concentrations ait le même effet que le phosphore. Dans tous les cas, la croissance des plantules est lente durant les 21 premières semaines de vie par rapport à d'autres espèces de plantes. Aucune explication claire n'a été formulée à ce sujet, sauf peut-être que cela permet à la plante d'avoir plus de chances de survivre dans un milieu pauvre en nutriments et en eau. Les graines sont tuées par une exposition à des températures supérieures à 150 °C, mais peuvent résister à une exposition de sept minutes à 100 °C.
Une étude portant sur les landes côtières des dunes du Pléistocène autour des lacs Myall a montré que B. aemula pousse préférentiellement sur les crêtes tandis que B. oblongifolia affectionne les pentes. Les deux espèces ne se mélangent pas. Une étude des plantules et de leur croissance dans la même région a montré que B. aemula développait de longues racines afin de chercher l'eau en profondeur, ce qui lui permet de pousser dans les sols particulièrement secs des crêtes. On ne sait par contre pas pourquoi elles ne parviennent pas à s'installer dans les zones plus humides. Contrairement à ce que l'on observe chez les espèces de Banksia d'Australie-Occidentale, il ne semblerait pas que ces deux espèces se concurrencent. Une étude sur la pousse des plantules et leur sélection naturelle dans le parc national Broadwater et la réserve Dirrawong, sur la côte nord de la Nouvelle-Galles du Sud, a montré que Banksia aemula produisait relativement peu de graines viables, mais que leur taux de perte était faible et que les plantules avaient plus de chances de survivre dans un environnement aride qu'humide. Une expérimentation conduite dans le parc national Crowdy Bay a montré que les racines des plantules de Banksia aemula atteignaient la nappe phréatique six mois après leur germination et qu'elles germaient, qu'il y ait eu, ou non, un feu de broussaille auparavant. Cette capacité à produire des graines en faible nombre mais avec un meilleur taux de survie demeure inexpliquée, mais pourrait être un moyen de se défendre contre les animaux qui mangent les graines. De même, des chercheurs ont observé sur l'île Stradbroke-Nord que B. aemula dispersait ces graines ailées après les incendies et qu'elles germaient et commençaient à pousser rapidement sans être broutées par les herbivores.

## Distribution et habitat

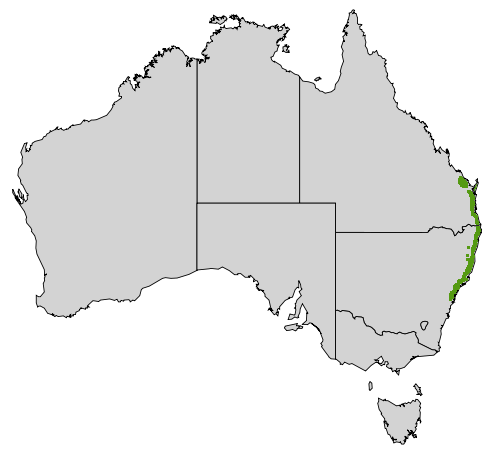
Aire de répartition de Banksia aemula.

On rencontre Banksia aemula le long de la côte est de l'Australie, de 70 km au nord de Bundaberg, dans le centre du Queensland, jusqu'à Sydney au sud. Sa présence la plus méridionale a été précisément notée à La Perouse au nord de Botany Bay. On le trouve également sur les îles de Fraser, Moreton et Stradbroke-Nord. Presque toutes les populations vivent à quelques kilomètres de la côte, à l'exception de celle d'Agnes Banks à l'ouest de Sydney, de deux au nord et au sud de Grafton à Coaldale et Glenreagh et d'une dernière à 30 km au sud-ouest de Bundaberg.

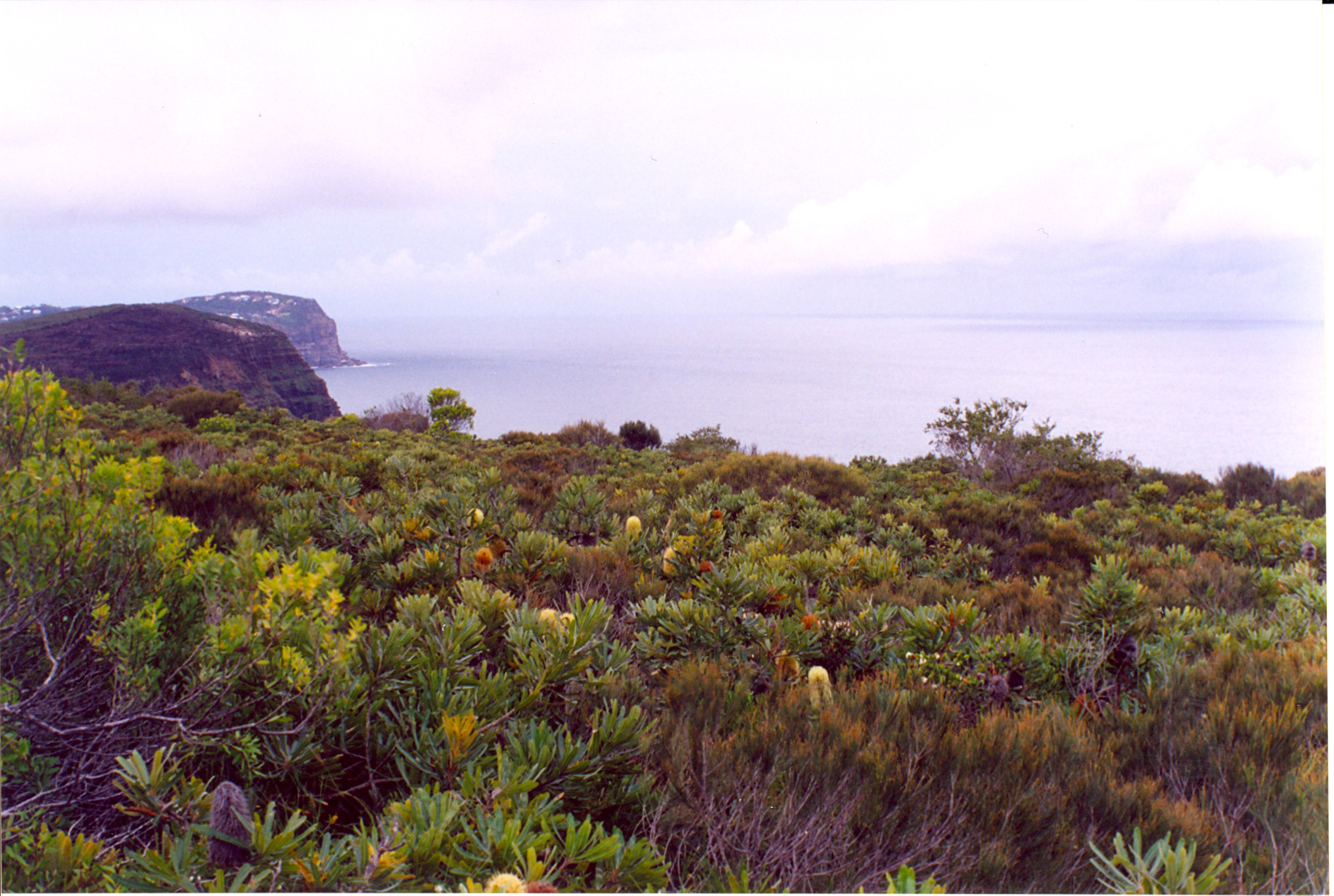
Bombi Moors, lande côtière dominée par Banksia aemula dans le Bouddi National Park.

Banksia aemula affectionne principalement les sols sablonneux profonds, dans les dunes ou même dans des zones plus plates pouvant être occasionnellement humides au cours de l'année. Dans les dunes du sud du Queensland, il remplace Banksia serrata, qui occupe la même niche plus au sud. Cette zone, formée de landes ou de bois ouverts, est appelée wallum. Dans le Queensland on le rencontre avec Banksia robur, cette dernière espèce occupant les régions plates et plus humides et B. aemula préférant les pentes. On le rencontre avec Banksia oblongifolia dans le Queensland. Dans certains wallums, il peut former de petits arbres comme dans les peuplements de Corymbia gummifera. Dans le Parc national Great Sandy, on le rencontre occasionnellement (tout comme Melaleuca quinquenervia et Eucalyptus umbra) dans les landes de graminées, dans des communautés d'arbustes de 0,5 à 2 m de haut comprenant notamment Xanthorrhoea fulva, Empodisma minus, Petrophile shirleyae et des espèces d’Hakea et de Leptospermum. Sur la côte centrale de la Nouvelle-Galles du Sud, il forme généralement des buissons de 1 à 2 m de haut et constitue un élément majeur de la canopée des landes à Banksia aemula, situées près des côtes sur des sables blancs du Pléistocène. Ce type d'habitat est visible à Wybung Head dans la Munmorah State Conservation Area, et près des lacs Myall. Il pousse alors en association avec Ricinocarpos pinifolius, Brachyloma daphnoides, Dillwynia glaberrima, D. retorta, Allocasuarina distyla, Bossiaea ensata, Aotus ericoides, Phyllota phylicoides, et Empodisma minus. Les carrières d'extraction de sable ont détruit la majeure partie de la population de Redhead. Dans des sables jaunes moins lessivés, B. aemula est remplacé par des espèces plus imposantes comme B. serrata et B. oblongifolia.
À l'extrémité sud de son aire de répartition, Banksia aemula est un constituant de l'Eastern Suburbs Banksia Scrub (ESBS), un type d'écosystème menacé de disparaître situé juste à l'est de Sydney. On le trouve dans des sables plus jeunes et plus balayés par le vent que les landes du nord.
La forêt d'Agnes Banks à l'ouest de Sydney a été déclarée par le gouvernement de Nouvelle-Galles du Sud Endangered Ecological Community. Banksia aemula y est une plante de second plan, Eucalyptus sclerophylla, Angophora bakeri et B. serrata formant la canopée, et B. oblongifolia, Conospermum taxifolium, Ricinocarpus pinifolius, Dillwynia sericea et Persoonia nutans l'accompagnant dans la seconde strate.
Sur l'île de Stradbroke-Nord, Banksia aemula forme, avec E. umbra, la canopée de la forêt d'Eucalyptus signata, lequel atteint 12 à 15 m de haut. On trouve cette forêt sur une crête culminant à 100 m de haut formée par une ancienne dune. La fougère australe (Pteridium esculentum) domine la seconde strate avec d'autres grands arbustes comme Persoonia cornifolia et Acacia concurrens. Les wallums de Banksia y atteignent 8,3 à 12 m, et les arbres ont un diamètre maximum de 44 cm.

## Taxonomie

### Historique

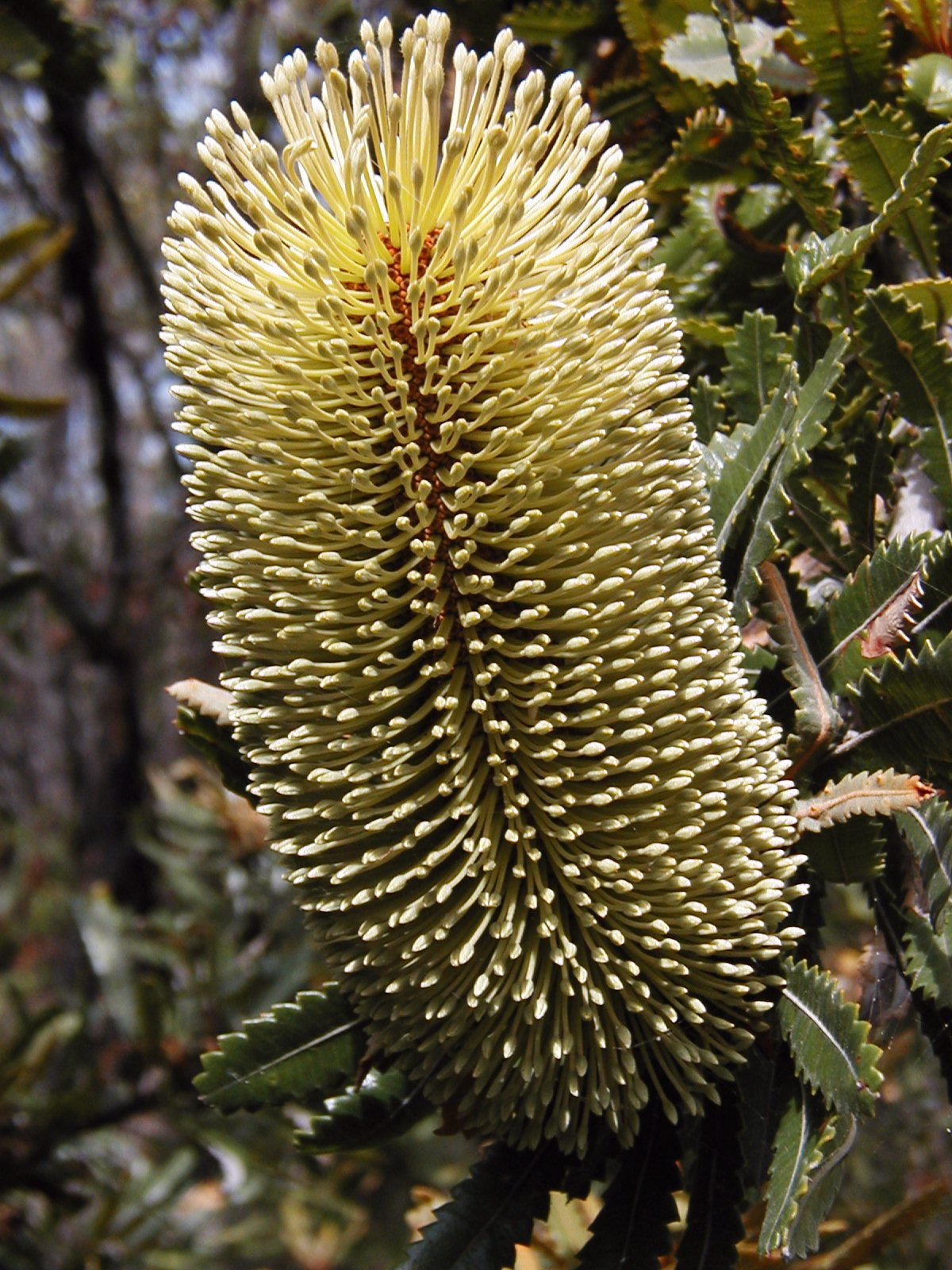
Inflorescence non ouverte, avec les anthères bien visibles.

Banksia aemula était appelé wallum par le peuple Kabi Kabi de la Sunshine Coast, ce qui lui a valu son nom vernaculaire anglais : wallum banksia, qui désigne également le nom des peuplements qu'il forme. Banyalla est un autre nom vernaculaire de l'espèce, d'origine aborigène.
Banksia aemula a été observé pour la première fois par le botaniste écossais Robert Brown en juin 1801, dans les environs de Port Jackson, et décrit dans son ouvrage de 1810 Prodromus Florae Novae Hollandiae et Insulae Van Diemen. L'épithète spécifique vient du latin aemula signifiant « similaire », en référence à sa ressemblance avec B. serrata. Brown avait à l'origine prélevé un autre spécimen qui se présentait sous la forme d'un arbre de bonne taille au cap Sandy, et l'avait pris pour une espèce différente qu'il nomma alors Banksia elatior, elatior venant du latin elatus signifiant « élevé »,.
Durant plusieurs années cette espèce a été recensée sous le nom de Banksia serratifolia dans la Nouvelle-Galles du Sud. Richard Anthony Salisbury a utilisé ce nom en 1796 et a été plus tard suivi par Otto Kuntze puis par Karel Domin en 1921. Dans sa révision du genre en 1981, le botaniste spécialiste des Banksia, Alex George, a statué qu'aemula était le nom scientifique à utiliser pour nommer l'espèce. Il a montré que Salisbury n'avait décrit que les feuilles et non la plante entière, ce qui se révèle insuffisant pour réaliser une description officiellement valide. La description qui en était donnée aurait également pu correspondre à de jeunes feuilles de B. paludosa. En fait, Brown lui-même n'était pas tout à fait certain que serratifolia ne faisait qu'un avec ce qu'il appelait Banksia aemula. Le taxon créé par Salisbury, Banksia serraefolia, publié dans l'ouvrage de 1809 de Joseph Knight : On the cultivation of the plants belonging to the natural order of Proteeae, aurait également pu correspondre à B. serrata. On ne sait pas où Salisbury avait collecté ses échantillons, mais John White a envoyé des spécimens à James Edward Smith aujourd'hui décrits par la Linnean Society comme « B. serratifolia Salisb. » et « B. aemula R.Br. ».
Suivant la taxonomie établie par Brown, B. aemula et B. elatior étaient placés dans le sous-genre Banksia subg. Banksia, les « vrais Banksias », car leurs inflorescences sont typiques de celles des Banksia. Banksia verae a été renommé Eubanksia par Stephan Endlicher en 1847 puis réduit au rang de section par Carl Meissner dans sa classification de 1856. Meissner a plus tard divisé les Eubanksia en quatre séries, plaçant B. aemula dans la série Quercinae, du fait de ses feuilles dentelées. Quand George Bentham publie sa classification de 1870 dans Flora Australiensis, il remet en cause les séries de Meissner, les remplaçant par quatre sections. B. aemula est alors placé dans la section Orthostylis, une section assez hétérogène comprenant 18 espèces. Cette classification va faire foi durant plus d'un siècle.
En 1891, le botaniste allemand Otto Kuntze tente de remettre en cause le nom du genre, Banksia, sous prétexte qu'il avait été originellement utilisé par Johann Reinhold Forster et Georg Forster en 1775 pour nommer le genre aujourd'hui connu comme Pimelea. Kuntze propose le nom générique alternatif Sirmuellera et republie B. aemula sous le nom de Sirmuellera serratifolia. Cette nouvelle dénomination n'est toutefois pas reprise par d'autres auteurs et le nom Banksia est conservé.

### Classification moderne
Alex George publie une nouvelle taxonomie des Banksia dans son The Genus Banksia L.f. (Proteaceae) paru en 1981. Les Eubanksia d'Endlicher deviennent B. subg. Banksia, et sont divisés en trois sections. B. aemula est placé dans B. sect. Banksia, qui est elle-même divisée en neuf séries, B. aemula étant placé dans B. ser. Banksia. Il pensait que les espèces qui lui étaient le plus apparentées étaient Banksia serrata, puis B. ornata, et que les trois formaient un lien avec les espèces de l'ouest de l'Australie. Comme Brown l'avait fait avec les échantillons de Fraser, George décide d'utiliser un lectotype (seul spécimen considéré comme type de l'espèce).
En 1996, Kevin Thiele et Pauline Ladiges publient une nouvelle classification du genre, après que des analyses cladistiques définissent un cladogramme bien différent de celui de George. La classification de Thiele et Ladiges place B. aemula dans la série Banksia, elle-même placée dans la sous-série B. subser. Banksia avec B. serrata, espèce sœur qui partage des feuilles dentelées caractéristiques, et B.ornata, autre espèce qui se révèle très proche. Cette classification est maintenue jusqu'en 1999, quand George obtient un retour à sa classification de 1981 parue dans Flora of Australia.

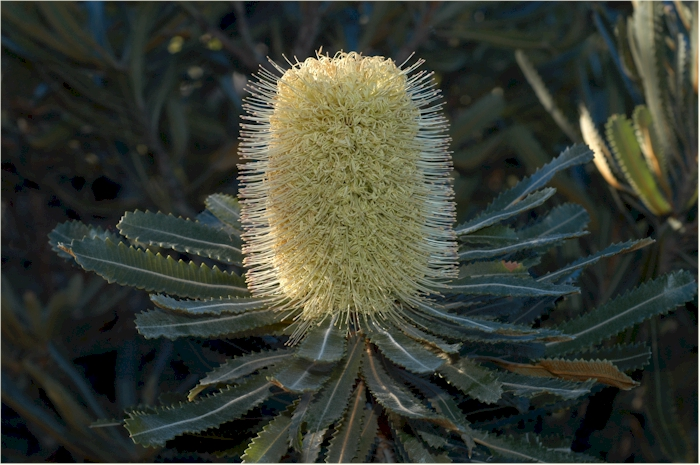
Inflorescence après l'anthèse, avec toutes les fleurs ouvertes.

Dans la classification de George, le placement de B. aemula était le suivant :
Genre Banksia
Sous-genre Banksia
Section Banksia
Série Banksia
B. serrata
B. aemula
B. ornata
B. baxteri
B. speciosa
B. menziesii
B. candolleana
B. sceptrum
En 2002, une étude phylogénique moléculaire menée par Austin Mast montre, elle aussi, que les trois espèces de l'est forment un même groupe, mais qu'elles ne sont que très lointainement apparentées aux autres membres de la série Banksia. Elles forment un groupe frère d'un grand groupe comprenant les séries Prostratae, Ochraceae, Tetragonae (dont Banksia elderiana), Banksia lullfitzii et Banksia baueri.
En 2005, Mast, Eric Jones et Shawn Havery publient les résultats de l'analyse cladistique des séquences d'ADN des Banksia. Ils en tirent une phylogénie très différente de celle communément acceptée et montrent que Banksia est un genre paraphylétique, du fait de la présence dans ce genre de la série Dryandra. Une nouvelle classification, non encore publiée à ce jour, a été imaginée par Mast et Thiele en 2007. Ils ont transféré Dryandra vers Banksia et créé le sous-genre B. subg. Spathulatae regroupant les espèces aux cotylédons en forme de cuillères. Ils ont également redéfini B. subg. Banksia. Une classification complète ne pourra être établie qu'après l'analyse exhaustive des séquences ADN de Dryandra. Dans le même temps, si l'on considère que les changements de nomenclature opérés par Mast et Thiele sont temporaires, B. aemula est placé dans B. subg. Banksia.

## Horticulture

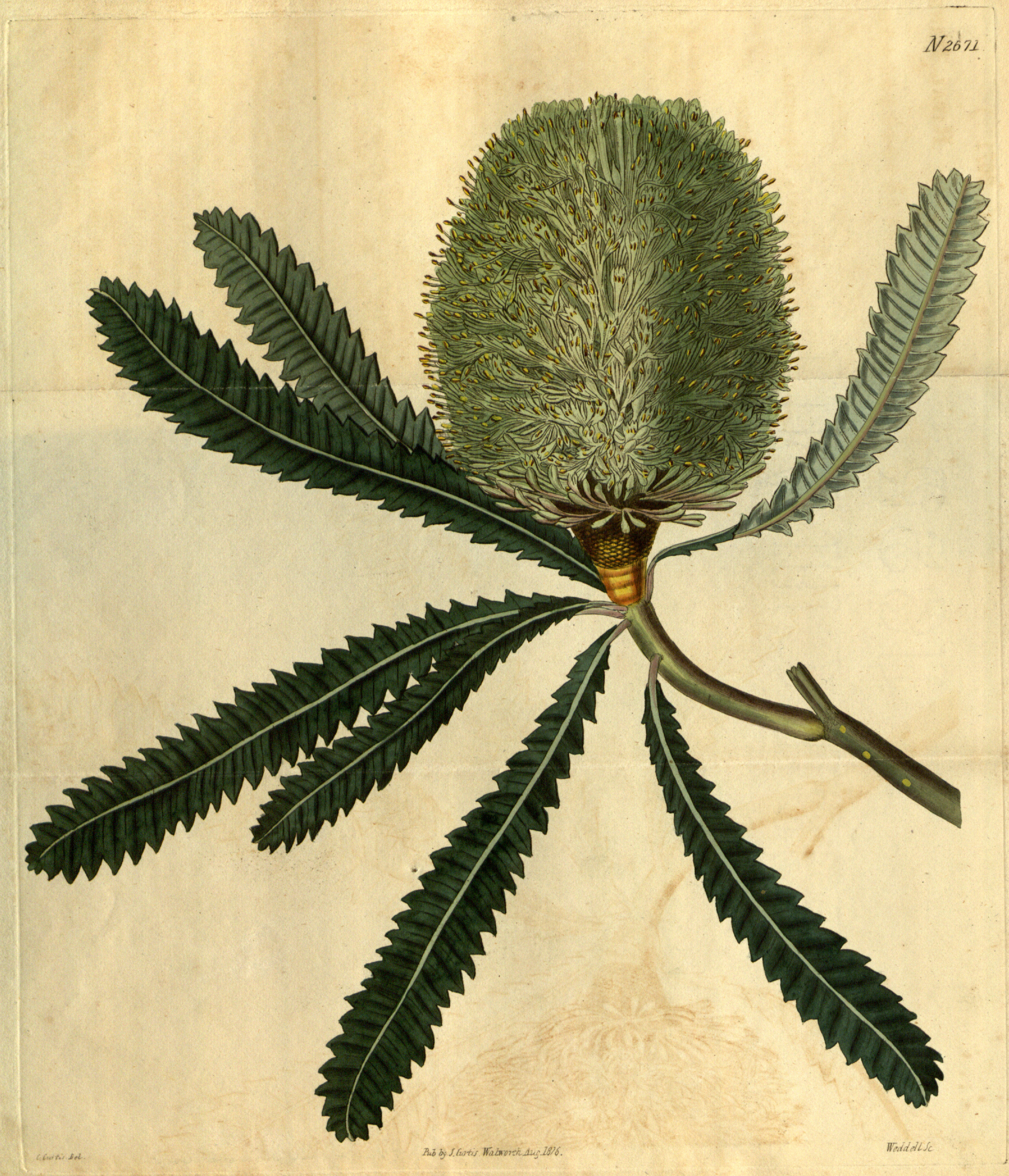
Illustration du Curtis's Botanical Magazine, dessinée par William J. Hooker, en 1826.

En 1788, Banksia aemula est l'un des premiers Banksia à être cultivé en Angleterre, où il a été représenté dans les magazines rivaux Curtis's Botanical Magazine et The Botanical Register. Ses feuilles vert vif, ses inflorescences remarquables, ses grands follicules et son écorce plissée attirent les horticulteurs. C'est aussi une plante qui attire de nombreux insectes.
Des essais en Australie-Occidentale et dans les îles Hawaï ont montré que Banksia aemula est résistant à Phytophthora cinnamomi,. Il requiert un sol drainant, légèrement acide (pH entre 5,5 et 6,5), préférentiellement sableux et bien exposé au soleil. Il ne faut pas trop l'arroser l'été car il serait soumis à un stress hydrique. La plante pousse lentement ; il lui faut quatre à six ans pour fleurir après avoir germé. Il est plus rarement cultivé que Banksia serrata. La température optimum pour la germination est de 20 à 28 °C la nuit et 24 à 33 °C le jour. Il est recommandé de le planter durant l'été austral.
Il a également été utilisé comme porte-greffe pour Banksia speciosa et peut potentiellement être cultivé comme bonsaï. Son bois rouge peut être utilisé en marqueterie.